# Cyclostremiscus pentagonus
Cyclostremiscus pentagonus is een slakkensoort uit de familie van de Tornidae. De wetenschappelijke naam van de soort is voor het eerst geldig gepubliceerd in 1873 door Gabb.